# Erythrogonia bicolor
Erythrogonia bicolor är en insektsart som beskrevs av Metcalf 1949. Erythrogonia bicolor ingår i släktet Erythrogonia och familjen dvärgstritar. Inga underarter finns listade i Catalogue of Life.